# معدل الفائدة الاسمية
معدل الفائدة الاسمية في الاقتصاد والمالية (بالإنجليزية:nominal interest rate) هو معدل الفائدة قبل 
حساب التعديل الناشئ عن الغلاء، وهذا بخلاف معدل الفائدة الحقيقي real interest rate. ويطلق التعبير الاسمي  على معدل الفائدة عندما تكون الزمنية ليست السنة، وإنما الشهر أو اليوم.

## الفرق بين معدل الفائدة الاسمي والحقيقي
يحتوي معدل الفائدة الاسمية على معدل الفائدة الحقيقي ونسبة الغلاء. وفي حالة القرض تكون الفائدة الحقيقية هي فائدة المصرف أو الدائن. فإذا حصل الدائن على 8% عن القرض وكان معدل الغلاء 8 % تكون بذلك الفائدة الحقيقية صفرا، حيث تساوت الفائدة الاسمية ومعدل الغلاء. ولا يكسب المصرف أو الدائن من مثل تلك القروض شيئا حيث أن الغلاء يبتلع جزء كبيرا من المكسب.
ويمكن كتابة العلاقة بين معدل الفائدة الاسمي ومعدل الفائدة الحقيقي بالمعادلة:
- {\displaystyle (1+r)(1+i)=(1+R)}

حيث:
r معدل الفائدة الحقيقي،
i معدل غلاء الأسعار,
R معدل الفائدة الحقيقي.
- ويمكن تقريب معدل الفائدة الحقيقي بالعلاقة:

معدل الفائدة الحقيقي = معدل الفائدة الإسمية - معدل الغلاء المتوقع
وطبقا لهذا التحليل يكون المعدل الاسمي هو المعدل المذكور، والمعدل الحقيقي هو الفائدة بعد حساب الغلاء المتوقع. ونظرا لأن معرفة معدل الغلاء المستقبلي ما هو إلا تخمين وظن فقد يصبح معدل الفائدة الحقيقي مختلفا، وتصبح العلاوة المحسوبة بغرض معادلة الغلاء عالية أو منخفضة عنه. وبعكس ذلك، فإن معدل الفائدة الاسمي فهو معروف من قبل.

## الفرق بين الفائدة الإسمية والفعلية
معدل الفائدة الاسمية هو معدل الفائدة الدوري مضروبا في عدد الدورات السنوية. وعلى سبيل المثال: يكون معدل الفائدة الاسمية السنوي 12% محسوبا على أساس معدل فائدة شهري 1 %.
وحساب معدل الفائدة الاسمية لمدة أقل من سنه يكون دائما أقل من المعدل المكافئ المحسوب على أساس الحساب السنوي. وعلى ذلك فإن معدل فائدة اسمي وليست دورته معروفة يكون غير معروفا. ويختلط ذلك بصفة خاصة على زبون المصرف، ولا يساعده إلا مقارنة معدل الفائدة الفعلية.
ولا يمكن مقارنة عدة معدلات فائدة إسمية ببعضها البعض بدون معرفة مدد دوراتها، ويسهل معدل الفائدة الفعلية تلك الصعوبة حيث يتخذ السنة مقياسا للدورة.
وفي العادة واعتمادا على تحديدات الجهات الرسمية (في الولاية أو المحافظة) تعلن المصارف عن فائدة ما تعطيه من قروض على أساس معدل الفائدة الاسمية وليس عل أساس الفائدة الفعلية، وبذلك توحي المصارف بأن عروضها للقروض أرخص من أن تفصح عن معدل الفائدة الفعلية الحقيقية.

## اقرأ أيضًا
- معدل الفائدة الفعلية
- مردود الاستثمار
- تقييم حسن النية
- الحد الأدنى للعائد
- مركز مربح
- مركز تكلفة
- مركز استثماري
- نظارة الحسابات
- معدل الفائدة السنوي